# Ikarus (typographie)
Pour les articles homonymes, voir Ikarus.

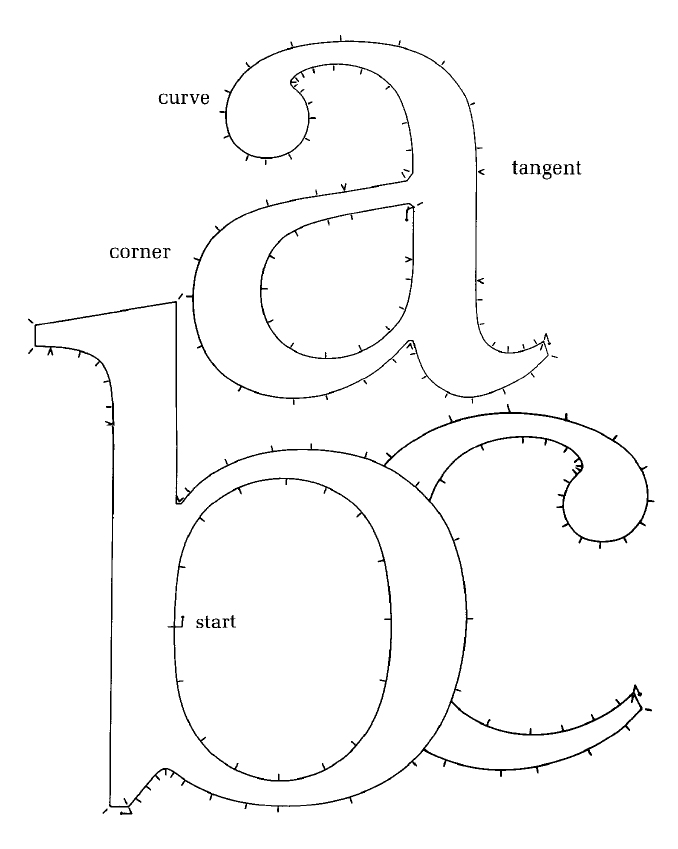
Contours de glyphes Ikarus

Ikarus est un logiciel de création de caractères typographiques, développé par Peter Karow chez URW++, produisant son propre format de fonte numérique appelé IK.